# Tristiridae
Tristiridae zijn een familie van rechtvleugelige insecten die behoren tot de kortsprietigen. De familie werd voor het eerst wetenschappelijk gepubliceerd door Rehn in 1906.
De soorten binnen de familie komen voor in Zuid-Amerika.

## Taxonomie
De familie telt soorten binnen geslachten:
- Onderfamilie Atacamacridinae Carbonell & Mesa, 1972
  -     -       - Geslacht Atacamacris Carbonell & Mesa, 1972
- Onderfamilie Tristirinae Rehn, 1906
  - Geslachtengroep Elasmoderini Cigliano, 1989
    -       - Geslacht Elasmoderus Saussure, 1888
      - Geslacht Enodisomacris Cigliano, 1989
      - Geslacht Uretacris Liebermann, 1943

  - Geslachtengroep Tristirini Rehn, 1906
    - Ondertak Grupo chileno central (tijdelijke naam)
      - Geslacht Moluchacris Rehn, 1942
      - Geslacht Peplacris Rehn, 1942

    - Ondertak Grupo patagonico (tijdelijke naam)
      - Geslacht Bufonacris Walker, 1871
      - Geslacht Circacris Ronderos & Cigliano, 1989
      - Geslacht Pappacris Uvarov, 1940
      - Geslacht Tristira Brunner von Wattenwyl, 1900

    - Ondertak Grupo peruano (tijdelijke naam)
      - Geslacht Crites Rehn, 1942
      - Geslacht Incacris Rehn, 1942
      - Geslacht Paracrites Rehn, 1942
      - Geslacht Punacris Rehn, 1942

  - Geslachtengroep Tropidostethini Giglio-Tos, 1898
    -       - Geslacht Elysiacris Rehn, 1942
      - Geslacht Eremopachys Brancsik, 1901
      - Geslacht Tebacris Cigliano, 1989
      - Geslacht Tropidostethus Philippi, 1863